# لکه سیاه سیب
لکه سیاه سیب (نام علمی: Venturia inaequalis) نام یک گونه از رده دوثیدئومیستس است.